# Buren Bayaer
Buren Bayaer (Nueva Barag Izquierda, República Popular China; 1960-Hulun Buir, República Popular China; 19 de septiembre de 2018) fue un cantante, compositor y periodista chino. Su familia era de Mongolia, probablemente procedente de Hulunbuir.

## Biografía
Desde su infancia, Buren Bayaer demostró su talento musical. Cuando tenía unos seis años de edad, cantaba en diferentes acontecimientos dentro de su comunidad local. Su canción «Lucky Treasures» fue escrita en 1994, convirtiéndose en uno de los cantantes más importantes de China hasta la fecha. Esta canción la interpretó cantada primeramente en mongol, aunque otra versión cantada en chino mandarín (chino simplificado: 吉祥 三宝, chino tradicional: 吉祥 三宝, pinyin: Jixiang Sansão) ha sido lanzada al éxito después.
Bayaer y su esposa Wurina son ambos directores de un coro infantil llamado "Hulunbeier". Además tienen un hijo adoptivo llamado Uudam, también cantante, y una hija llamada Norma, también una reconocida cantante en China.

## Discografía
- 1997: "Lucky Treasures" (en chino tradicional, 吉祥三寶; en chino simplificado, 吉祥三宝; pinyin, Jixiang sansao) - audio casete
- "Father in Ulan Bator" (en chino simplificado, 乌兰巴托的爸爸; pinyin, Wulanbatou de baba)
- 2011: "The Moon and The Stars" - ISBN 978-7-7999-1270-7, 9787799912707[1]

## Videos
- "Take me to the Prairie" (zh|s=带我去草原吧|p=Dai wo qu caoyuan ba)
- "Father's Prairie, Mother's River" (zh|s=父亲的草原母亲的河|p=Fuqin de caoyuan muqin de he)